# Herb Wyszkowa
Herb Wyszkowa – jeden z symboli miasta Wyszków i gminy Wyszków w postaci herbu.

## Wygląd i symbolika
Herb przedstawia w polu srebrnym poziomy pas czerwony o szerokości 1/3 wysokości tarczy, przechodzący przez jej środek.

## Historia
Herb znany z pieczęci z XVI wieku. Według Mariana Gumowskiego herb miał być uszczerbionym godłem z dolnego pola herbu kapituły płockiej, do której należał Wyszków. Dolne pole tego herbu zawierało błękitno-złote skosy, które w herbarzu Erazma Kamyna z 1575 zamieniono na czerwono-srebrne skosy. Taka też wersja barwna się upowszechniła.